# Dave Kleis
Dave Kleis (* 21. Januar 1964) ist ein US-amerikanischer Politiker. Er war im Senat von Minnesota und ist seit 2005 Bürgermeister der 69.000-Einwohner-Stadt St. Cloud. Kleis gehört der Republikanischen Partei an.

## Leben
Nach Abschluss der Litchfield High School studierte Dave Kleis Politikwissenschaften und Geschichte an der St. Cloud State University. 1989 schloss er die Hochschule mit magna cum laude ab. Er diente danach aktiv in der United States Air Force und war später Reservist. Im Jahr 1991 eröffnete Dave Kleis eine Fahrschule.
Die Chance auf ein höheres politisches Amt erhielt Kleist Ende 1994. Senatorin Joanne Benson war Running Mate von Gouverneur Arne Carlson und wurde nach dessen Wiederwahl Vizegouverneurin von Minnesota. Die Neuwahlen für den nun freien Senatssitz der Republikanerin Benson gewann deren Parteikollege Dave Kleis. Ihm genügten 42,45 % der Stimmen um sich gegen mehrere Kontrahenten durchzusetzen. Seinen schärfster Mitbewerber Joe Opatz von der Demokratischen Bauern- und Arbeiterpartei Minnesotas erhielt 37,94 %. Bei den regulären Senatswahlen 1996, 2000 (2-jährige Wahlperiode) und 2002 wurde Kleis mit jeweils über 50 % der Stimmen wiedergewählt. Kleis war in verschiedenen Senatsausschüssen tätig, am häufigsten in den Bereichen Bildung und Verbrechensprävention. Von 2001 bis 2004 war er einer der stellvertretenden Vorsitzenden der republikanischen Minderheitsfraktion (Assistant Minority Leader).
2005 bewarb sich Dave Kleis um das Amt des Bürgermeisters von St. Cloud. Bereits 1989 war er zur Wahl angetreten jedoch Chuck Winkelman unterlegen. Diesmal gelang Kleis der Sprung ins Bürgermeisteramt, er besiegte Amtsinhaber John Ellenbecker mit knapp 1000 Stimmen Vorsprung. Seinen Senatssitz gab Kleis nach dieser gewonnenen Wahl vorzeitig auf.
Im Jahr 2008 und zuletzt im November 2012 wurde Dave Kleis wiedergewählt, er hatte abgesehen von Write-in Kandidaten auch keine Gegner.